# Berkovina
Berkovina (cyr. Берковина) – wieś w Bośni i Hercegowinie, w Republice Serbskiej, w gminie Han Pijesak. W 2013 roku liczyła 10 mieszkańców.